# ティエス県
ティエス県(Département de Thiès)はセネガル共和国ティエス州にある県。ティエス、コンボレ、カヤール、プートの4市とクル・ムサ郡、ノット郡、チェネバ郡からなる。県都はティエス。